# Dewiacja społeczna

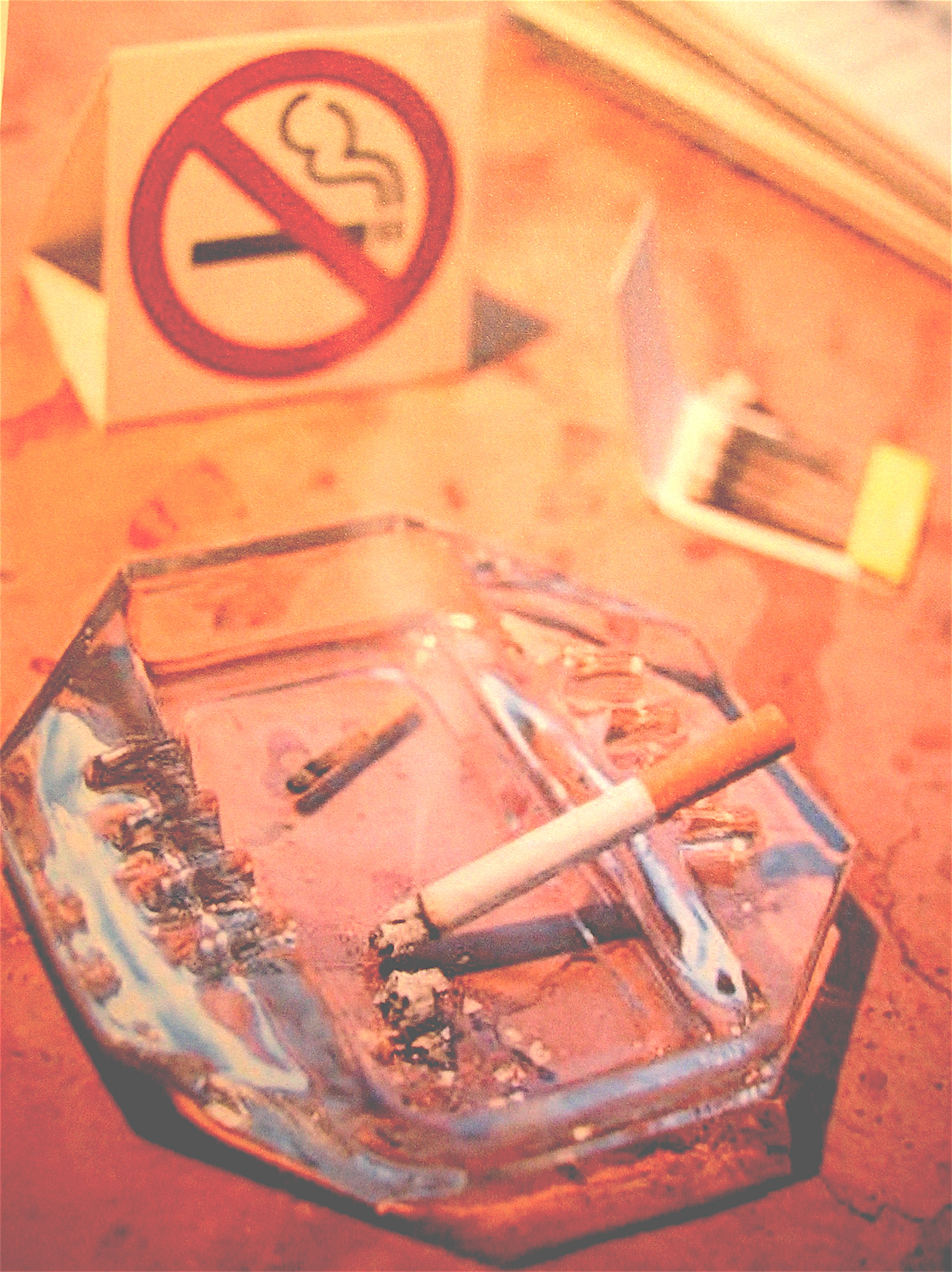
Palenie tytoniu w miejscu, gdzie jest to zabronione, jest przykładem dewiacji

Dewiacja społeczna – odchylenie od reguł działania społecznego, postępowanie niezgodne z normami, a także z wartościami przyjętymi w społeczeństwie lub w grupie społecznej. Zachowania dewiacyjne nie są jednoznacznie interpretowane i ich określenie jest zależne od przyjętych systemów normatywnych w danym społeczeństwie. W niektórych ujęciach teoretycznych definiowane jest relatywistycznie jako zachowanie, które zostało przez społeczność zdefiniowane jako dewiacyjne. Pojęcie to upowszechniło się najpierw w socjologii amerykańskiej, dla odróżnienia od określenia patologii.
Jednym z pierwszych przedstawicieli nauk społecznych, którzy podejmowali problem odstępstw od norm, był Émile Durkheim, który w pracy „Zasady metody socjologicznej” poświęcił jeden rozdział na kwestię odróżniania faktów normalnych i patologicznych, gdzie pisał, że „o fakcie społecznym nie można tedy powiedzieć, że jest normalny dla określonego rodzaju społecznego, jeżeli się nie doda, jaką równie określoną fazę rozwojową mamy na myśli. W rezultacie, aby wiedzieć, czy faktowi przysługuje ta nazwa, nie wystarczy obserwować, w jakiej fazie występuje u większości społeczeństw danego rodzaju, lecz trzeba również brać pod uwagę odpowiednią fazę ich ewolucji”. Przy określaniu normalności nie podkreślał też aspektu moralnego: „Przede wszystkim zbrodnia jest normalna, ponieważ społeczeństwo bez zbrodni jest niemożliwe”. Odnosił się w tym przypadku do normalności, jako powszechności zjawisk w społeczeństwie.

## Teorie zachowań dewiacyjnych

### Koncepcje biologiczne i psychologiczne
We wczesnych koncepcjach biologicznych źródła dewiacji ujmuje się jako leżące w cechach wrodzonych dewiantów. W ujęciu psychologicznym źródła dewiacji leżą w cechach osobowości. W tym ujęciu stany psychiczne nie podlegają kontroli jednostki i odpowiadają za niekonwencjonalne zachowania.

### Koncepcje strukturalno-funkcjonalne
W ujęciu funkcjonalnym dewiacja oznacza społeczną dezorganizację, stan zakłócenia równowagi społecznej, czego przejawem jest osłabienie więzi społecznych, utrudnienia w realizacji pewnych wartości i potrzeb, zachwianie systemu norm, oraz nieskuteczność kontroli społecznej.
| Sposoby przystosowania | Cele kulturowe | Zinstytucjonalizowane środki |
| ---------------------- | -------------- | ---------------------------- |
| Konformizm             | +              | +                            |
| Innowacja              | +              | -                            |
| Rytualizm              | -              | +                            |
| Wycofanie              | -              | -                            |
| Bunt                   | +/-            | +/-                          |

Według Roberta Mertona dewiacja społeczna to wszelkie przejawy zachowania innego niż konformistyczne. Stwierdził on, że z pięciu istniejących jego zdaniem typów indywidualnego przystosowania, 4 typy to zachowania dewiacyjne. Zaliczył do nich: innowację, rytualizm, wycofanie oraz bunt.
Biorąc pod uwagę stopień akceptacji reguł działania społecznego, można wymienić dodatkowe typy dewiacji: nonkonformizm, negatywizm i oportunizm. Przy czym dewiacja nie musi oznaczać dysfunkcji.
Według Roberta Mertona dewiację można podzielić na:
- dewiację funkcjonalną: czyn niezgodny z ogólnie przyjętymi normami.
- dewiację normatywną: czyn niezgodny z ogólnie przyjętymi normami, którego dokonanie podlega negatywnej sankcji społecznej.

### Koncepcje socjalizacyjno-kulturowe
Socjolodzy zorientowani na czynniki środowiskowe (Edwin Sutherland, Albert Cohen, Walter B. Miller, Lloyd Ohlin, Richard Cloward) zakładali, że są to zachowania wyuczone w procesie socjalizacji, w których część norm i wartości jest odmienna i często sprzeczna w kulturze dominującej.
Suterland twierdził, że na zachowania nonkonformistyczne jednostki nie mają wpływu czynniki dziedziczne, zakładając, że przyswajane są one w procesie socjalizacji. Zarzucał zwolennikom istnienia wrodzonych cech przestępczych, że jeśli istnieć miałyby czynniki dziedziczne determinujące zostanie przestępcą, to powinny być czynniki determinujące jednostkę do bycia np. sędzią. Andrzej Siemaszko przedstawił 9 twierdzeń składających się na teorię Sutherlanda:
1. Zachowanie przestępcze jest zachowaniem wyuczonym
2. Uczenie się zachowania przestępczego następuje w toku interakcji z innymi osobami w procesie komunikowania się
3. Zasadnicza część procesu uczenia się zachowania przestępczego odbywa się w obrębie grup pierwotnych
4. Uczenie się zachowania przestępczego obejmuje zarówno techniki popełniania przestępstw [...] jak i konkretne kierunki motywacji, dążeń, racjonalizacji i postaw
5. Uczenie się konkretnych kierunków motywacji i dążeń jest wynikiem takiego sposobu definiowania norm prawnych, który sprzyja bądź nie sprzyja naruszaniu ich
6. Jednostka staje się przestępcą wskutek nadwyżki definicji sprzyjających naruszaniu prawa nad definicjami nie sprzyjającymi naruszaniu prawa
7. Zróżnicowane powiązania mogą się różnić częstotliwością, czasem trwania, uprzedniością i intensywnością
8. Proces uczenia się zachowania przestępczego przez powiązania z wzorami zachowań przestępczych i nieprzestępczych obejmuje te same mechanizmy, co każde inne uczenie się
9. Chociaż zachowanie przestępcze jest wyrazem ogólnych potrzeb i wartości, nie można go nimi wyjaśnić, gdyż zachowanie nieprzestępcze jest wyrazem takich samych potrzeb i wartości Nie można go więc wyjaśnić jakimiś wewnętrznymi skłonnościami człowieka.

Cloward i Olin zakładali, że tworzenie się podkultur, które mają wpływ na socjalizację jednostki, zależy od tego czy jednostka przypisuje swoje niepowodzenia własnym wadom, czy też istniejący ład społeczny przyczynia się do tego stanu rzeczy. Jedynie w drugim przypadku jest duże prawdopodobieństwo wykształcenia się podkultur. Jeżeli istniejące normy nie są przez nie uważane za prawomocne, jednostki mogą negować ich moralną zasadność. Nie prowadzi to jednak natychmiast do zachowania dewiacyjnego, ponieważ jednostka potrzebuje wsparcia innych osób, aby móc odrzucić poczucie winy. Jeżeli społeczność doprowadza do odseparowania tego typu grup, może w nich zwiększać się poziom solidarności i wytwarza się tożsamość grup dewiacyjnych.
Utworzyli oni także typologię grup dewiacyjnych, opisując: podkultury przestępcze, podkultury konfliktowe i podkultury wycofania.

### Koncepcje naznaczania społecznego
W ujęciu interakcjonistycznym nie zwracano uwagi na to, dlaczego istnieje dewiacja, lecz zakładano, że istotne jest badanie reakcji grup społecznych na dewiacje od przyjętych w nich norm społecznych, przy czym to co jest dewiacją lub zachowaniem konformistycznym nie jest stanem, lecz procesem wynikającym z interakcji antagonistycznych grup i jednostek.
W tym nurcie badania koncentrują się na sposobach identyfikowania się zachowań jako dewiacyjnych, przy czym uważa się, że zachowania jednostek nie są dewiacyjne jako takie, póki nie zostaną zdefiniowane jako dewiacyjne. Howard Becker i Kai Erikson zakładali, że dewiant nie ma wpływu na to, czy jego zachowanie będzie określane jako dewiacyjne i przez to może stać się ofiarą stygmatyzacji.
Howard Becker wprowadził typologię w zależności od postrzegania zachowania jako dewiacyjnego:
- zachowanie błędnie oceniane – gdy jest zgodne z regułami, a postrzegane jest jako dewiacyjne
- zachowanie konformistyczne – zgodne z regułami i nie postrzegane jako dewiacyjne
- dewiacja czysta – jednostka łamie reguły i jej zachowanie jest postrzegane jako dewiacyjne
- dewiacja ukryta (potencjalna) – jednostka łamie reguły, lecz jej zachowanie nie jest postrzegane jako dewiacyjne. jeżeli zakłada się, że dewiacja zależy od społecznej percepcji tego zjawiska, dopóki nie zostanie ona wykryta i określona przez społeczność jako dewiacja, pozostaje jedynie dewiacją potencjalną[6].

Harold Garfinkel w swym ujęciu etnometodologicznym opisał problem rytualnego degradowania statusu jednostki, przy czym degradacja ta dokonywana może być nie tylko przez powołanych do tego w danym społeczeństwie funkcjonariusza. W tej ceremonii
jednostce nadaje się nową tożsamość, jej działania łączy się z czynnikami motywacyjnymi i „udowadnia”, że jest to typ człowieka, który mógłby dokonać czyny dewiacyjnego.
Do koncepcji naznaczania odnosi się także typologia Edwina Lemerta, który wprowadził rozróżnienie dewiacji na:
- pierwotną: wstępny akt przekroczenia norm, który nie spotyka się z silnymi społecznymi sankcjami i jest niejako jednorazowy (np. przebiegnięcie na czerwonym świetle). W wyniku procesu normalizacji aktów dewiacyjnych takie czyny nie pozostają w świadomości jednostki.
- wtórną: jeśli nie zachodzi proces normalizacji, osoba która przekroczyła normy zyskuje w społeczeństwie etykietkę „dewianta” (zobacz: teoria etykietowania). W takich przypadkach etykieta może stać się podstawą tożsamości jednostki.

### Koncepcje kontroli społecznej
W ujęciu Durkheima kontrola zachowań dewiacyjnych jest możliwa tylko wówczas, gdy społeczeństwo jest silnie zintegrowane, ponieważ jednostka sama w sobie ma podwójną naturę (Homo duplex) – jest zarówno zwierzęciem, kierującym się instynktami jak i ma naturę społeczną, jest jednostką myślącą. „Kiedy społeczeństwo jest silnie zintegrowane, utrzymuje jednostki w zależności od siebie, do swoich usług, a w związku z tym nie pozwala im robić tego, co chcą.”
Spośród współczesnych socjologów w nurt kontroli społecznej wpisują się Albert Reiss, Ivan Nye i Travis Hirschi. W swoich pracach jednak nie przedstawili mechanizmu powstawania dewiacji, a jedynie wyliczyli listę czynników, które sprzyjać mogą konformizmowi grupowemu lub dewiacji, gdy tych czynników brakuje.
Według Reissa na zwiększenie się zachowania dewiacyjnego mają takie czynniki jak:
- osłabienie dotychczasowych mechanizmów kontroli
- brak jasno określonych norm społecznych w grupach odniesienia
- brak internalizacji konformistycznych norm zachowania[9].

W ujęciu Hirschiego takimi czynnikami wzmacniającymi konformizm były: przywiązanie do otoczenia, zaangażowanie (zainwestowanie) w działanie konformistyczne, zaabsorbowanie działaniami zgodnymi z normami i przekonanie o konieczności działania zgodnie z normami.

### Koncepcje konfliktowe
W tym ujęciu zakłada się, że o określeniu tego czym jest dewiacja stanowią warstwy posiadające władzę i przymusu. Należy ją rozumieć w kontekście nierówności i konfliktów pomiędzy interesami różnych grup społecznych, przy czym jest ona zjawiskiem stałym w każdym społeczeństwie.